# Futbolista del año en Rusia
El premio al Futbolista del año en Rusia es otorgado por el diario Sport-Express al mejor jugador de la temporada en la Liga Premier de Rusia. Es título es ganado acorde a unas votaciones por el periódico.
En 2005, el brasileño Daniel Carvalho se convirtió en el primer extranjero en ganar el título.

## Palmarés
| Año     | Ganador             | Club                  |
| ------- | ------------------- | --------------------- |
| 1991    | Ígor Kornéyev       | CSKA Moscú            |
| 1992    | Ígor Lediakhov      | Spartak Moscú         |
| 1993    | Víktor Onopko       | Spartak Moscú         |
| 1994    | Ígor Simuténkov     | Dinamo Moscú          |
| 1995    | Ilia Tsimbalar      | Spartak Moscú         |
| 1996    | Andréi Tíjonov      | Spartak Moscú         |
| 1997    | Dmitri Alenichev    | Spartak Moscú         |
| 1998    | Yegor Titov         | Spartak Moscú         |
| 1999    | Alekséi Smertin     | Lokomotiv Moscú       |
| 2000    | Yegor Titov         | Spartak Moscú         |
| 2001    | Ruslán Nigmatullin  | Lokomotiv Moscú       |
| 2002    | Dmitri Loskov       | Lokomotiv Moscú       |
| 2003    | Dmitri Loskov       | Lokomotiv Moscú       |
| 2004    | Dmitri Sychov       | Lokomotiv Moscú       |
| 2005    | Daniel Carvalho     | CSKA Moscú            |
| 2006    | Andréi Arshavin     | Zenit San Petersburgo |
| 2007    | Konstantín Ziriánov | Zenit San Petersburgo |
| 2008    | Vágner Love         | CSKA Moscú            |
| 2009    | Alejandro Domínguez | Rubin Kazán           |
| 2010    | Aleksandr Kerzhakov | Zenit San Petersburgo |
| 2011    | Seydou Doumbia      | CSKA Moscú            |
| 2012-13 | Ígor Akinféyev      | CSKA Moscú            |
| 2014-15 | Hulk                | Zenit San Petersburgo |
| 2015-16 | Fiódor Smólov       | FC Krasnodar          |
| 2016-17 | Fiódor Smólov       | FC Krasnodar          |
| 2017-18 | Fiódor Smólov       | FC Krasnodar          |
| 2018-19 | Artiom Dziuba       | Zenit San Petersburgo |
| 2019-20 | Artiom Dziuba       | Zenit San Petersburgo |